# 1987 en Italie
Chronologie de l'Italie
- 1983
- 1984
- 1985
- 1986
- 1987
- 1988
- 1989
- 1990
- 1991

Cette page concerne l'année 1987 du calendrier grégorien.
Chronologie de l'Europe
1985 en Europe - 1986 en Europe - 1987 en Europe - 1988 en Europe - 1989 en Europe 

## Évènements
- 25 février : Paul Marcinkus et d'autres dirigeants de l'IOR font l'objet d'une enquête pour banqueroute frauduleuse et un mandat d'arrêt est émis dans le cadre de l'enquête sur la faillite du Banco Ambrosiano[1].

- 3 mars : la Démocratie chrétienne retire ses ministres du gouvernement pour forcer Bettino Craxi à démissionner[2]. Report du vote de la loi de finances sur les retraites et les salaires dans la fonction publique.

- 15 avril : disparition de l'économiste italien Federico Caffè[3].
- 17-28 avril : Amintore Fanfani, président du Conseil[2]. Nouvelle dissolution de la Camera dei deputati.

- 8-10 juin : sommet du G7 à Venise[4].
- 9 juin : un attentat à la voiture piégée à Rome, près de l'ambassade américaine, ne fait pas de victime[5].
- 14-15 juin : légère reprise de la Démocratie chrétienne (34,3 %) aux élections législatives en Italie. Le PCI s’effondre à 26,6 %. Le PSI atteint 14,3 %, le MSI tombe à 5,9 %, le PRI à 3,7 %[6].

- 1er juillet : entrée en vigueur de l'Acte unique européen, qui fixe au 1er janvier 1993 la réalisation du marché unique européen.

- 2 juillet : ouverture de la Xe législature de la République italienne[2].
- 18-28 juillet : inondation en Valteline[7]. L'écroulement du mont Copetto ou frana della Val Pola (40 millions de m3) le 28 juillet provoque un barrage sur l'Adda, la constitution d'un lac et un grave danger pour la partie aval de la vallée[8],[9].
- 28 juillet : Giovanni Goria (DC), président du Conseil (fin le 11 mars 1988)[2].

- 27 août : loi fiscale majorant de 4 points le taux normal de TVA et augmentant de 20 % les droits d'accises sur le pétrole et les services financiers[10].

- 15 octobre : accident aérien près de Conca di Crezzo[11].

- 8-9 novembre : référendum abrogatif avec trois questions sur le nucléaire et deux sur la justice[12]. Les électeurs se prononcent pour la responsabilité civile des juges et la révision du programme nucléaire[13].

- 16 décembre : fin du maxi-procès de la mafia à Palerme ; 346 condamnés, dont 19 à des peines de prison à perpétuité, et 114 acquitté[14]

## Économie
- Poursuite de la croissance (3 %). Inflation à 4,6 %. 25 millions d’automobiles en circulation. Le dérapage budgétaire, stoppé en 1986, recommence (fiscalité trop complexe, fraude fiscale, poids des intérêts de la dette…).

## Culture

### Cinéma
- 29 avril : 32e cérémonie des David di Donatello.

#### Films italiens sortis en 1987
- 11 septembre : Un ragazzo di Calabria (Un enfant de Calabre), film franco-italien réalisé par Luigi Comencini
- Striker, film italo-américain réalisé par Enzo G. Castellari (crédité sous le pseudonyme de Stephen G. Andrews)

#### Mostra de Venise
- Lion d'or d'honneur : Luigi Comencini et Joseph L. Mankiewicz
- Lion d'or : Au revoir les enfants de Louis Malle
- Coupe Volpi pour la meilleure interprétation féminine : Kang Soo-yeon pour Sibaji de Im Kwon-taek
- Coupe Volpi pour la meilleure interprétation masculine : Hugh Grant et James Wilby pour Maurice de James Ivory

### Littérature

#### Livres parus en 1987
- Sebastiano Vassalli, L'oro del mondo
- Ermanno Cavazzoni : Il poema dei lunatici

#### Prix et récompenses
- Prix Strega : Stanislao Nievo, Le isole del paradiso (Mondadori)
- Prix Bagutta : Claudio Magris, Danubio, (Garzanti)
- Prix Campiello : Raffaele Nigro, I fuochi del Basento, (Camunia)
- Prix Malaparte : John le Carré
- Prix Napoli : Raffaele Nigro, I fuochi del Basento, (Camunia)
- Prix Viareggio : Mario Spinella, Lettera da Kupjansk

## Naissances en 1987
- x

## Décès en 1987
- 11 avril : Primo Levi, chimiste et écrivain italien (° 31 juillet 1919).